# Štôla
Štôla este o comună slovacă, aflată în districtul Poprad din regiunea Prešov. Localitatea se află la altitudinea de 840 m deasupra n.m., se întinde pe o suprafață de 2,56 km2 și în 2017 număra 530 de locuitori.

## Istoric
Localitatea Štôla este atestată documentar din 1330.

## Demografie
| An:                | 1994 | 2004   | 2014   | 2024   |
| ------------------ | ---- | ------ | ------ | ------ |
| Număr de persoane: | 533  | 548    | 539    | 526    |
| Diferență:         |      | +2,81% | −1,64% | −2,41% |

| An:                | 2023 | 2024   |
| ------------------ | ---- | ------ |
| Număr de persoane: | 531  | 526    |
| Diferență:         |      | −0,94% |